# ترینه تانگراس
ترینه تانگراس (نروژی: Trine Tangeraas؛ زادهٔ ۲۶ فوریهٔ ۱۹۷۱) بازیکن فوتبال زن اهل نروژ بود.